# Karl Alfred Kihn
Karl Alfred Kihn (* 20. Oktober 1887 in Großauheim; † 10. Mai 1976 in Würzburg) war ein deutscher Jurist, Verwaltungsbeamter und Politiker (CSU).

## Leben und Beruf
Karl Kihn, Sohn des Arztes Karl Kihn studierte nach seinem Abitur in Aschaffenburg von 1907 bis 1911 Rechtswissenschaft an den Universitäten in Würzburg und München. 1907 wurde er Mitglied der katholischen Studentenverbindung KDStV Thuringia Würzburg im CV. 1911 bestand er das erste juristische Staatsexamen, absolvierte das Referendariat und wurde zum Doktor der Rechte promoviert. Von 1914 bis 1918 nahm er als Soldat am Ersten Weltkrieg teil. Kihn bestand 1919 das zweite juristische Staatsexamen, trat dann als Beamter in den Verwaltungsdienst ein und war von 1919 bis 1921 als Regierungsrat beim Landkreis Main-Spessart in Lohr tätig. Von 1921 bis 1931 arbeitete er im Bayerischen Staatsministerium für Unterricht und Kultus in München und von 1931 bis 1938 amtierte er als Landrat des Landkreises Miltenberg.
Kihn wirkte von 1938 bis 1947 als Referent bei der Regierung von Unterfranken in Würzburg und von 1947 bis 1950 als Abteilungsleiter im Bayerischen Staatsministerium für Unterricht und Kultus. Von 1950 bis zu seinem altersbedingten Eintritt in den Ruhestand 1952 war er Regierungspräsident von Unterfranken.

## Politik
Kihn beantragte am 28. Oktober 1937 die Aufnahme in die NSDAP und wurde rückwirkend zum 1. Mai desselben Jahres aufgenommen (Mitgliedsnummer 5.120.667). Nach 1945 trat er in die Christlich-Soziale Union (CSU) ein. Bei der Bundestagswahl 1953 wurde er Mitglied des Deutschen Bundestages (2. Wahlperiode 1953–1957) als Abgeordneter für den Bundestagswahlkreis Würzburg. In dieser Zeit war er Vorsitzender des Arbeitskreises für Allgemeine und Rechtsfragen der CDU/CSU-Bundestagsfraktion.
Er war ordentliches Mitglied im Ausschuss für Angelegenheiten der inneren Verwaltung und des Ausschusses für Rechtswesen und Verfassungsrecht.

## Ehrungen
1958 wurde er von Kardinal-Großmeister Nicola Kardinal Canali zum Ritter des Päpstlichen Ritterordens vom Heiligen Grab zu Jerusalem ernannt und am 6. Dezember 1958 in der Ordenskirche St. Andreas-Basilika durch Lorenz Jaeger, Großprior der deutschen Statthalterei, investiert.